# Ngu Abab
Le prince Ngu Abab, probablement un frère ou beau-frère du roi Nyadwai des Shilluk (Soudan du Sud), a exercé un semblant de pouvoir royal entre 1740 et 1745 sur une partie de l'ethnie en rivalité avec le souverain légitime.

## Usurpateur
Le prince Ngu Abab, cruel et autoritaire, exerçait son pouvoir sur une chefferie et tenta dans les dernières années du règne de Nyadwai, entre 1740 et 1745, de le chasser du pouvoir. Le prince ne fut reconnu comme roi que par les Shilluk de Gólo où il fut enterré et où se trouve un temple funéraire royal en son honneur. Le prince réussit à contraindre le roi Nyadwai à fuir, pour un temps, auprès des Dinka, une ethnie voisine. Plus tard, Ngu Abab constitua une armée et marcha depuis Gólo vers Kodok mais fut repoussé au cours d'une sanglante bataille. Sa mort prématurée mit fin à ses intrigues.